# 伊克莱赫拉
伊克莱赫拉（Iklehra），是印度中央邦Chhindwara县的一个城镇。总人口9206（2001年）。

## 人口
该地2001年总人口9206人，其中男性4775人，女性4431人；0—6岁人口1129人，其中男581人，女548人；识字率67.49%，其中男性为76.04%，女性为58.27%。